# Макардл, Джеймс
Дже́ймс Мака́рдл (англ. James McArdle; род. 4 апреля 1989, Глазго, Шотландия, Великобритания) — британский актёр театра и кино. Лауреат премий Театральный мир и Йена Чарлсона.

## Биография
Родился в Глазго 4 апреля 1989 года. В детстве обучался в театральной школе PACE в Пейсли. Продолжил актёрское образование в Королевской академии драматического искусства, которую окончил в 2010 году. В настоящее время проживает в Лондоне.

### Карьера
Ребёнком снялся в нескольких фильмах. Например, в 2001 году сыграл эпизодическую роль в фильме Питера Капальди «Вылитый Синатра». В последний год обучения в Королевской академии драматического искусства участвовал в нескольких театральных постановках: сыграл роль Малькольма в пьесе Шекспира «Макбет» на сцене театра Глобус и роль Даниэля Маста в пьесе Рейсс «Сгоряча» на сцене театра Ройал-Корт в Лондоне. В том же году он сыграл роль Алексея Беляева в пьесе Тургенева «Месяц в деревне» на сцене фестивального театра в Чичестере.
В 2011 году Макардл сыграл роль Агафона в пьесе Ибсена «Кесарь и Галилеянин» на сцене Королевского национального театра. И в том же году сыграл роль Робин Гуда в адаптации Хиксон в составе труппы Королевской шекспировской компании. В 2012 году сыграл роль Гарольда Абрахамса в адаптации Барлетта «Огненные колесницы» на сцене театра Хэмпстед. Позднее этот спектакль был перенесён в театры Вест-Энда.
В 2014 году Макардл в составе труппы Национального театра Шотландии сыграл Джеймса I, короля Шотландии в пьесе Мунро «Король Джеймс I» во время Эдинбургского международного фестиваля и на сцене Королевского национального театра. В 2015 году на фестивале в Чичестере, который проходил под девизом «Юный Чехов», Макардл сыграл в двух разных пьесах драматурга: роль Евгения Львова в «Иванове» и роль Платонова в «Безотцовщине». За последнюю роль в 2016 году актёр был удостоен премии Йена Чарлсона.
В 2017 году Макардл сыграл роль Луи Айронсона в пьесе Кушнера «Ангелы в Америке» на сцене Королевского национального театра, за исполнение которой был номинирован на премию Лоренса Оливье в категории «За лучшую мужскую роль второго плана». С этим спектаклем в марте 2018 года он выступал на сцене театра Нила Саймона на Бродвее в Нью-Йорке и был номинирован на премию Драма-Деск в категории «Лучший актёр в спектакле». В том же году за эту роль Макардл был удостоен премии Театральный мир. В 2019 году он сыграл роль Пера Гюнта в пьесе Ибсена «Пер Гюнт» на сцене Королевского национального театра.
Кроме службы в театре, актёр также снимается в кино и на телевидении. Он играл в фильмах «Звёздные войны: Пробуждение силы» (2015) Абрамса и «Две королевы» (2018) Рурк, в сериалах на канале Би-би-си «Мужчина в оранжевой рубашке» (2017) и «Жизнь после жизни» (2022), на канале HBO «Мейр из Исттауна» (2021), Disney+ «Андор» (2022).

## Фильмография
| Год  | Фильм                                     | Роль                  | Примечания                             |
| ---- | ----------------------------------------- | --------------------- | -------------------------------------- |
| 2011 | «Страница 8»                              | Тед Финч              | телевизионный фильм канала BBC         |
| 2011 | «Подходящий взрослый»                     | Стивен Уэст           | мини-сериал канала ITV 4               |
| 2012 | «Рядовой Писфул»                          | лейтенант Бакленд     | фильм Пэта О’Коннора                   |
| 2013 | «Любовь и брак»                           | Чарли Маккалистер     | телевизионный фильм канала ITV 4       |
| 2014 | «71»                                      | сержант Марк Макгоуэн | фильм Яна Деманжа                      |
| 2014 | «37 дней»                                 | Алек                  | мини-сериал канала BBC 2               |
| 2014 | «Теркс и Кайкос»                          | Тед Финч              | телевизионный фильм канала BBC         |
| 2014 | «Солёное поле боя»                        | Тед Финч              | телевизионный фильм канала BBC 2       |
| 2014 | «Новые миры»                              | Уилл Блад             | мини-сериал канала Channel 4           |
| 2015 | «Звёздные войны: Пробуждение силы»        | Нив Лек               | фильм Джей Джей Абрамса                |
| 2016 | «На дороге»                               | Джо                   | фильм                                  |
| 2016 | «Камера»                                  | Паркс                 | фильм                                  |
| 2017 | «Мужчина в оранжевой рубашке»             | Томас Марч            | мини-сериал канала BBC                 |
| 2018 | «Две королевы»                            | граф Морей            | фильм Джози Рурк                       |
| 2019 | «Хулиган. Трус. Жертва: История Роя Кона» | Луи Айронсон          | документальный фильм Айви Миропола     |
| 2020 | «Призрачный свет»                         | Джеймс I              | короткометражный фильм Хоуп Диксон Лич |
| 2020 | «Аммонит»                                 | Родерик Мурчисон      | фильм Фрэнсиса Ли                      |
| 2021 | «Мейр из Исттауна»                        | дьякон Марк Бёртон    | мини-сериал канала HBO                 |
| 2022 | «Жизнь после жизни»                       | Хью Тодд              | телесериал BBC Two                     |
| 2022 | «Андор»                                   | Тимм Карло            | телесериал Disney+                     |
| 2023 | «Сексуальная тварь»                       | Гэри «Гэл» Дав        | телесериал Paramount+                  |
|      | «Четыре матери»                           |                       | фильм Даррена Торнтона                 |

## Награды
| Год  | Награда                        | Категория                         | Работа                                             | Итог      |
| ---- | ------------------------------ | --------------------------------- | -------------------------------------------------- | --------- |
| 2010 | «Премия Йена Чарлсона»         | Особая благодарность              | Малькольм в пьесе Шекспира «Макбет»                | Номинация |
| 2010 | «Премия Йена Чарлсона»         | Особая благодарность              | Алексей Беляев в пьесе Тургенева «Месяц в деревне» | Номинация |
| 2010 | «Премия «Вечернего стандарта»» | Лучший дебют                      | Дэниел Маст в пьесе Рейсс «Сгоряча»                | Номинация |
| 2015 | «Премия Йена Чарлсона»         | Первый приз                       | Михаил Платонов в пьесе Чехов «Платонов»           | Победа    |
| 2016 | «Премия «Вечернего стандарта»» | Лучший актёр                      | Михаил Платонов в пьесе Чехов «Платонов»           | Номинация |
| 2018 | «Премия Лоренса Оливье»        | Лучшая мужская роль второго плана | Луи Айронсон в пьесе Кушнера «Ангелы в Америке»    | Номинация |
| 2018 | «Премия «Театральный мир»»     |                                   | Луи Айронсон в пьесе Кушнера «Ангелы в Америке»    | Победа    |
| 2018 | «Премия Лиги Драмы»            |                                   | Луи Айронсон в пьесе Кушнера «Ангелы в Америке»    | Номинация |
| 2018 | «Премия «Драма Деск»»          | Лучший актёр в спектакле          | Луи Айронсон в пьесе Кушнера «Ангелы в Америке»    | Номинация |